# Chalybophysis aeneipennis
Chalybophysis aeneipennis là một loài bọ cánh cứng trong họ Cerambycidae.